# Kinepolis Group
Kinepolis Group est une société belge d'exploitation des salles de cinéma en Europe occidentale. Elle a été créée en 1997 par la fusion de deux sociétés familiales, le groupe Bert et le groupe Claeys. Kinepolis Group est entrée en bourse l'année suivante.
Kinepolis Bruxelles (25 salles et 6 642 sièges) était lors de son ouverture le tout premier cinéma portant le nom ‘Kinepolis’, et le premier et le plus grand mégaplexe au monde. Ce cinéma a joué un rôle de fer de lance grâce à d’innombrables innovations au niveau visuel, sonore et conceptuel. Les nombreuses animations ainsi que les visites d'équipes de films rythment la vie culturelle de la métropole.
En 1988, la famille Bert a construit le Kinepolis Bruxelles, dans le quartier du Heysel ; il s'agissait alors du premier multiplexe européen. Son succès a été à l'origine d'un important renouvellement du parc de salles de cinéma en Europe dans les deux décennies suivantes.
Kinepolis Group exploite 58 complexes en Belgique, France, Pays-Bas, Luxembourg, Espagne, Suisse, Pologne et 50 au Canada et USA qui totalisent 1097 salles pour 108 complexes. Il emploie plus de 4 000 salariés. En 2015, le groupe Kinepolis a accueilli 22,1 millions de visiteurs dans ses salles de cinémas en Europe. La société est cotée à Bruxelles sur Euronext, et entre dans la composition de l'indice Next 150.
En 1988, le groupe Kinepolis construit le premier multiplexe d'Europe à Bruxelles. Le bâtiment est construit à la périphérie de Bruxelles, il est doté d'un grand parking et est construit sur un principe simple, une allée centrale avec de chaque côté 12 salles identiques. Les salles sont relativement petites, les rangées de sièges sont placées sur des gradins, les fauteuils sont confortables, les projecteurs sont lumineux, équipés des toutes dernières technologies en matière de reproduction du son, le concept de multiplexe crée un nouveau standard qualitatif en matière de projection cinématographique.
Cette nouvelle approche laisse la profession sceptique, les cinémas du centre-ville de Bruxelles ne croient pas que les spectateurs vont se déplacer jusqu'en périphérie pour voir des films. Les promoteurs ne sont pas non plus très confiants. Pour assurer une reconversion facile en cas d'échec, le bâtiment est conçu pour pouvoir être facilement transformé en parking, une rampe d'accès pour voiture est même construite, rampe toujours présente aujourd'hui et qui sert aux spectateurs à accéder à l'entrée des salles.
Le nouveau standard qualitatif attire de nombreux spectateurs et plusieurs exploitants du centre-ville incapables de reproduire ces standards se voient contraints de fermer leurs établissements. Le premier multiplexe d'Europe est un succès, il ne sera pas transformé en parking et commence à faire frémir tous les mono-écrans et les complexes d'Europe.

## Actionnaires
Au 24 avril 2019.
| Nom                                   | Actions    | %     |
| Famille Bert.                         | 12 700 050 | 46,4% |
| AXA Investment Managers.              | 1 367 032  | 5,00% |
| BNP Paribas Asset Management Belgium. | 777 626    | 2,84% |
| BNP Paribas Asset Management France.  | 726 478    | 2,65% |
| BlackRock Investment Management.      | 676 972    | 2,47% |
| Threadneedle Asset Management.        | 647 236    | 2,37% |
| Candriam Belgium.                     | 517 403    | 1,89% |
| Joost Bert                            | 493 616    | 1,80% |
| Kinepolis Group.                      | 492 346    | 1,80% |
| Degroof Petercam Asset Management.    | 405 955    | 1,48% |

## L'ère numérique
En Europe, Kinepolis Group joue depuis des années déjà un rôle précurseur en matière de cinéma numérique. Aujourd’hui, les spectateurs de Kinepolis peuvent profiter des avantages du « High Definition Digital Cinema » (HDDC) dans pas moins de 23 complexes (16 aux Pays Bas,12 en Belgique, 12 en France, 6 en Espagne, 3 au Luxembourg, 1 en Pologne et 1 en Suisse). La numérisation de l’ensemble des complexes depuis 2007 est dû à un accord conclu avec Technicolor Digital Cinema de Technicolor. Toutes les salles sont équipées de projecteurs HD de Barco. Kinepolis Group est la première entreprise d’Europe à conclure un tel accord stratégique avec Technicolor Digital Cinema. Le groupe devient ainsi le numéro 1 mondial en termes de projection numérique, avec le nombre le plus élevé de salles numériques en gestion propre. Proportionnellement, Kinepolis Group présente la part la plus élevée de salles numériques par rapport au nombre total de salles par complexe.
Le 24 novembre 2006 Kinepolis Group lançait sa propre chaîne de télévision numérique, Kinepolis TV. Disponible actuellement uniquement sur la plate-forme de télévision numérique iNDi, elle permet au holding d'assurer une vie multimédia à ses marques et concepts forts et se veut un relais entre le cinéma et le salon.

## Croissance et développement du groupe Kinépolis
Kinepolis s'est considérablement développée ces dernières années en ouvrant plusieurs nouveaux sites, mais aussi en acquérant des chaînes et des cinémas indépendants. Les acquisitions importantes ont été Wolff Bioscopen (Pays-Bas) en 2014, Utopolis en 2015, Landmark Cinemas (Canada) en 2017 et MJR Digital Cinemas (USA) en 2019.
En 2011, la société a également acquis Brightfish, une société belge spécialisée dans la publicité au cinéma.

## Les complexes
| Pays       | Cinema                                        | Date d'ouverture | Nombre de salles | Nombre de places | Remarques                                                    |
| ---------- | --------------------------------------------- | ---------------- | ---------------- | ---------------- | ------------------------------------------------------------ |
| Belgique   | Kinepolis Anvers                              | 1993             | 24               | 7368             | Nom précédent : Metropolis                                   |
| Belgique   | Kinepolis Bruxelles                           | 1988             | 25               | 6737             |                                                              |
| Belgique   | Kinepolis Bruges                              | 2006             | 8                | 1535             |                                                              |
| Belgique   | Kinepolis Gand                                | 1981             | 12               | 3407             | Nom précédent : Decascoop                                    |
| Belgique   | Kinepolis Hasselt                             | 1996             | 13               | 3025             |                                                              |
| Belgique   | Kinepolis Braine                              | 1998             | 10               | 2368             | Nom précédent : Imagibraine                                  |
| Belgique   | Kinepolis Courtrai                            | 1997             | 10               | 2511             |                                                              |
| Belgique   | Kinepolis Louvain                             | 1997             | 7                | 1870             | Nom précédent : Supercity Leuven                             |
| Belgique   | Kinepolis Liège                               | 1997             | 16               | 5010             |                                                              |
| Belgique   | Kinepolis Ostende                             | 2007             | 8                | 1572             |                                                              |
| Belgique   | Palace Liège                                  |                  | 5                | 1010             |                                                              |
| Belgique   | Toison d'Or Bruxelles                         | 2014             | 11               |                  | Salles exploitées par UGC                                    |
| France     | Kinepolis Bourgoin-Jallieu                    |                  | 12               | 1978             | Nom précédent : Mégaroyal                                    |
| France     | Kinepolis Promenades de Brétigny              | 2018             | 10               |                  |                                                              |
| France     | Kinepolis Lomme (Lille)                       | 1996             | 23               | 6800             | Deuxième cinéma français le plus fréquenté                   |
| France     | Kinepolis Longwy                              |                  | 7                | 1301             | Nom précédent : Utopolis Longwy – repris en 2015             |
| France     | Kinepolis Metz - Amphithéâtre                 | 2022             | 8                | 1200             |                                                              |
| France     | Klub Metz                                     |                  |                  |                  | Reprise du cinéma Palace, place Saint-Jacques. Art et Essai. |
| France     | Kinepolis Waves (Moulins-lès-Metz)            | 2021             | 6                | 884              |                                                              |
| France     | Kinepolis Mulhouse                            | 1999             | 14               | 4566             |                                                              |
| France     | Kinepolis Nancy                               | 2005             | 10               | 2647             |                                                              |
| France     | Kinepolis Nîmes                               | 2000             | 12               | 2500             |                                                              |
| France     | Forum Centre Nîmes                            |                  | 4                | 464              | fermé en 2019 et démoli en 2023                              |
| France     | Kinepolis Rouen                               |                  | 14               | 2539             | Repris en 2015 de UGC                                        |
| France     | Kinepolis Saint-Julien-lès-Metz               | 1995             | 14               | 4001             |                                                              |
| France     | Kinepolis Thionville                          | 1999             | 10               | 2854             |                                                              |
| France     | Kinepolis Fenouillet                          | 2016             | 8                | 1164             |                                                              |
| France     | Kinépolis Servon                              | 2019             | 9                | 1209             |                                                              |
| Luxembourg | Kinepolis Kirchberg                           | 1996             | 10               | 2693             | Nom précédent : Utopolis                                     |
| Luxembourg | Kinepolis Belval                              |                  | 7                | 1498             | Nom précédent : Utopolis                                     |
| Luxembourg | Ciné Utopia                                   | 1983             | 5                | 661              | Groupe Utopolis repris en 2015                               |
| Espagne    | Kinepolis Alicante Plaza Mar 2                |                  | 16               | 2790             | Repris de Abaco Cinebox le 1er avril 2014                    |
| Espagne    | Kinepolis Granada                             | 2004             | 15               | 4594             |                                                              |
| Espagne    | Kinepolis Madrid Ciudad de la Imagen          |                  | 25               | 8264             |                                                              |
| Espagne    | Kinepolis Madrid Diversia                     |                  | 12               | 2861             | Repris de Abaco Cinebox le 11 juin 2014                      |
| Espagne    | Kinepolis Valencia                            | 2001             | 24               | 8136             |                                                              |
| Espagne    | Kinepolis Nevada (Granada)                    | 2016             | 8                | 1669             |                                                              |
| Pays-Bas   | Kinepolis Enschede                            |                  | 10               | 2734             | Repris du groupe Wolff le 2 juillet 2014                     |
| Pays-Bas   | Kinepolis Dordrecht                           | 2016             | 6                | 1180             |                                                              |
| Pays-Bas   | Kinepolis Groningen                           |                  | 10               | 1884             | Repris du groupe Wolff le 2 juillet 2014                     |
| Pays-Bas   | Kinepolis Den Helder                          | 2003             | 6                | 776              | Nom précédent : Utopolis                                     |
| Pays-Bas   | Kinepolis Almere                              | 2004             | 8                | 2244             | Nom précédent : Utopolis                                     |
| Pays-Bas   | Kinepolis Emmen                               | 2005             | 7                | 1249             | Nom précédent : Utopolis                                     |
| Pays-Bas   | Kinepolis Oss                                 | 1978             | 5                | 768              | Nom précédent : Utopolis                                     |
| Pays-Bas   | Kinepolis Zoetermeer                          | 1998             | 8                | 1247             | Nom précédent : Utopolis                                     |
| Pays-Bas   | Kinepolis Breda                               | 2016             | 10               | 1700             |                                                              |
| Pays-Bas   | Kinepolis Jaarbeurs (Utrecht)                 | 2016             | 14               | 3166             |                                                              |
| Pays-Bas   | Nieuwegein                                    |                  | 3                | 672              | Repris du groupe Wolff le 2 juillet 2014                     |
| Pays-Bas   | Huizen                                        |                  | 4                | 779              | Repris du groupe Wolff le 2 juillet 2014                     |
| Pays-Bas   | City (Utrecht)                                | 1936             | 3                | 508              | Repris du groupe Wolff le 2 juillet 2014                     |
| Pays-Bas   | Cineast (Enschede)                            |                  | 3                | 451              | Repris du groupe Wolff le 2 juillet 2014                     |
| Pays-Bas   | Cinerama Rotterdam                            |                  | 7                | 1061             | Repris du groupe Wolff le 2 juillet 2014                     |
| Canada     | Landmark Cinemas London                       |                  | 8                | 779              |                                                              |
| Canada     | Landmark Cinemas Airdrie                      |                  | 2                | 876              |                                                              |
| Canada     | Landmark Cinemas Brooks                       |                  | 1                | 221              |                                                              |
| Canada     | Landmark Cinemas Calgary Country Hills        |                  | 16               | 1770             |                                                              |
| Canada     | Landmark Cinemas Calgary Shawnessy            |                  | 10               | 2560             |                                                              |
| Canada     | Landmark Cinemas Drayton Valley               |                  | 3                | 500              |                                                              |
| Canada     | Landmark Cinemas Edmonton City Centre         |                  | 9                | 3078             |                                                              |
| Canada     | Landmark Cinemas Edson                        |                  | 1                | 500              |                                                              |
| Canada     | Landmark Cinemas Fort McMurray                |                  | 6                | 1020             |                                                              |
| Canada     | Landmark Cinemas Spruce Grove                 |                  | 7                | 1371             |                                                              |
| Canada     | Landmark Cinemas Sylvan Lake                  |                  | 3                | 530              |                                                              |
| Canada     | Landmark Cinemas Campbell River               |                  | 5                |                  |                                                              |
| Canada     | Landmark Cinemas Courtenay                    |                  | 4                |                  |                                                              |
| Canada     | Landmark Cinemas Cranbrook                    |                  | 5                |                  |                                                              |
| Canada     | Landmark Cinemas Dawson Creek                 |                  | 1                |                  |                                                              |
| Canada     | Landmark Cinemas Fort St. John                |                  | 5                |                  |                                                              |
| Canada     | Landmark Cinemas Kamloops                     |                  | 2                |                  |                                                              |
| Canada     | Landmark Cinemas Kelowna, Grand 10            |                  | 10               | 1351             |                                                              |
| Canada     | Landmark Cinemas Nanaimo                      |                  | 6                |                  |                                                              |
| Canada     | Landmark Cinemas New Westminster              |                  | 10               | 1850             |                                                              |
| Canada     | Landmark Cinemas Penticton                    |                  | 7                |                  |                                                              |
| Canada     | Landmark Cinemas Port Alberni                 |                  | 1                |                  |                                                              |
| Canada     | Landmark Cinemas Surrey, Guildford            |                  | 12               | 1396             |                                                              |
| Canada     | Landmark Cinemas Victoria, University Heights |                  | 4                |                  |                                                              |
| Canada     | Landmark Cinemas West Kelowna, Encore         |                  | 5                | 1093             |                                                              |
| Canada     | Landmark Cinemas West Kelowna, Xtreme         |                  | 8                |                  |                                                              |
| Canada     | Landmark Cinemas Brandon                      |                  | 9                |                  |                                                              |
| Canada     | Landmark Cinemas Selkirk, Garry               |                  | 1                |                  |                                                              |
| Canada     | Landmark Cinemas Winkler                      |                  | 5                |                  |                                                              |
| Canada     | Landmark Cinemas Winnipeg, Grant Park         |                  | 8                |                  |                                                              |
| Canada     | Landmark Cinemas Winnipeg, Towne              |                  | 8                |                  |                                                              |
| Canada     | Landmark Cinemas Caledon, Bolton              |                  | 7                |                  |                                                              |
| Canada     | Landmark Cinemas Hamilton, Jackson Square     |                  | 6                |                  |                                                              |
| Canada     | Landmark Cinemas Kanata                       |                  | 24               | 4764             |                                                              |
| Canada     | Landmark Cinemas Kingston                     |                  | 10               |                  |                                                              |
| Canada     | Landmark Cinemas Kitchener                    |                  | 12               |                  |                                                              |
| Canada     | Landmark Cinemas Orleans                      |                  | 10               | 2100             |                                                              |
| Canada     | Landmark Cinemas St. Catharines, Pen Centre   |                  | 10               |                  |                                                              |
| Canada     | Landmark Cinemas Waterloo                     |                  | 10               |                  |                                                              |
| Canada     | Landmark Cinemas Whitby                       |                  | 24               |                  |                                                              |
| Canada     | Landmark Cinemas Weyburn, Soo                 |                  | 1                | 308              |                                                              |
| Canada     | Landmark Cinemas Yorkton, Tower               |                  | 1                |                  |                                                              |
| Canada     | Landmark Cinemas Whitehorse, Qwanlin          |                  | 2                |                  |                                                              |
| Canada     | Landmark Cinemas Whitehorse, Yukon            |                  | 2                |                  |                                                              |
| États-Unis | MJR BRIGHTON TOWNE SQUARE                     |                  | 11               |                  | Rachat par Kinepolis en 2019                                 |
| États-Unis | MJR Esterfield Crossing                       |                  | 14               |                  | Rachat par Kinepolis en 2019                                 |
| États-Unis | MJR Van Dyke                                  |                  | 19               |                  | Rachat par Kinepolis en 2019                                 |
| États-Unis | MJR Hall Road                                 |                  | 13               |                  | Rachat par Kinepolis en 2019                                 |
| États-Unis | MJR Trenton Road                              |                  | 9                |                  | Rachat par Kinepolis en 2019                                 |
| États-Unis | MJR East Maple Road                           |                  | 21               |                  | Rachat par Kinepolis en 2019                                 |
| États-Unis | MJR Dequindre Road                            |                  | 17               |                  | Rachat par Kinepolis en 2019                                 |
| États-Unis | MJR Highland Road                             |                  | 19               |                  | Rachat par Kinepolis en 2019                                 |
| États-Unis | MJR North Wayne Road                          |                  | 15               |                  | Rachat par Kinepolis en 2019                                 |
| États-Unis | MJR Gratiot Avenue                            |                  | 14               |                  | Rachat par Kinepolis en 2019                                 |
| Suisse     | Kinepolis Schaffhausen                        | 2000             | 8                | 1535             |                                                              |
| Pologne    | Kinepolis Poznań                              |                  | 18               | 2660             | Exploité par ITIT                                            |